# Satnami
Satnami (trl. satnāmī, „o boskiej naturze”) – grupa szkół hinduistycznych głoszących jedność hinduizmu i islamu. Jej założycielem był Birbhan.

## Historia
Satnami powstali w XVI wieku. Za głównego założyciela uważa się Birbhana. Jej członkowie stawiali opór muzułmańskiej tyranii Aurangzeba w Indiach i walczyli sprzymierzeni z Radźputami od 1672 roku. Zdecydowaną klęskę ponieśli w bitwie pod Narnaul koło Patiali.

## Doktryna
Odrzucali różnice wywodzące się z indyjskiego systemu kastowego oraz różnice dzielące islam i hinduizm. Wierzyli w świętość guru ich tradycji i ideę mai. Postaci boga nie przedstawiali w wizerunkach. Max Weber wspomina informację, iż satnami spożywali ekskrementy swoich guru w praktyce gajatrikrija.

## Recepcja w Indiach
Wspólnota ma trzy główne obszary działalności:
- Narnaul Branch
- Kotwa Branch – założycielem był Jagjivan Sahib (1682–1761)
- Chhattisgarh Branch – założycielem był Ghasidas (1756–1850)[4]

Do tradycji satnami zalicza się północnoindyjskiego świętego hinduistycznego Rai Dasa z XVI wieku. Jego zwolennicy identyfikują się z satnami do czasów współczesnych. Kult ten jest szczególnie popularny wśród członków dźati Czamarów.